# 灘基
灘基是西非國家岡比亞的城鎮，由西部區負責管轄，位於該國西部大西洋沿岸，鎮上有博物館，主要經濟活動是漁業，魚乾被出口往布基納法索和馬里，2010年人口估計約6,08。
13°21′N 16°47′W / 13.350°N 16.783°W